# Gaikai
Gaikai (van het Japanse 外海, letterlijk open zee) is een Amerikaans bedrijf gericht op streamtechnieken voor computerspellen.
Het bedrijf werd opgericht in 2008 en is in 2012 overgenomen door Sony Interactive Entertainment. Op 2 juli 2012 maakte Sony bekend een overeenkomst te hebben bereikt voor een bedrag van 380 miljoen dollar.
De technologie van Gaikai kent meerdere toepassingen, zoals het streamen over een bedraad of draadloos netwerk, evenals cloud-gebaseerd gamen waarbij de computerspellen op de server worden afgespeeld en verstuurd naar de eindgebruiker via het internet.

## Geschiedenis
Gaikai werd in november 2008 opgericht door Andrew Gault en Rui Pereira. In april 2009 kwam computerspelontwerper David Perry bij het bedrijf, die eerder Gaikai vertegenwoordigde als woordvoerder. Het bedrijf startte als Nederlandse onderneming in Almere, en verhuisde later naar Californië.
Perry nam de functie van CEO van het bedrijf over. Financiering ontving de startup, onder andere door de investeerders Intel Capital, Limelight Networks, Rustic Canyon Partners, Benchmark Capital, Triple Point Capital, NEA en Qualcomm. In juni 2012 kondigde de Koreaanse elektronicagigant Samsung aan dat het Gaikai's streaming-service op zijn smart-tv's zou integreren.
Als onderdeel van de onthulling van Sony's PlayStation 4 op 20 februari 2013, maakte Perry bekend dat Gaikai een integraal onderdeel werd van Sony's diensten. In tegenstelling tot zijn voorgangers de PlayStation 2 en PlayStation 3, biedt de PlayStation 4 geen achterwaartse compatibiliteit aan. In plaats daarvan zullen de spellen van alle voorgaande PlayStation-generaties met behulp van Gaikai's streamingtechnologie beschikbaar worden gemaakt. Daarnaast gaat Gaikai's technologie ook worden gebruikt voor het streamen van demoversies en de Remote Play-functie voor PS4-games op de draagbare console PlayStation Vita. De service voor de PlayStation 4 en PS Vita wordt "PlayStation Now" genoemd en is niet alleen beschikbaar op Sony-consoles, ook smart-televisies, tablets en smartphones worden ondersteund.